# 張澍 (清朝)
張澍（1776年—1847年），字百瀹，號介侯，中國清朝经学家、史学家、金石学家，涼州府武威縣（今甘肅省武威市涼州區）人。

## 生平
嘉慶四年（1799年）進士，選翰林院庶吉士，散館改知縣。初任玉屏縣知縣，因病告歸。再選屏山縣知縣，攝興文縣事，因父喪丁憂去職。服闕再起，知永新縣，署臨江府通判，因事罷官。開復，補瀘溪縣，又因丁憂離任。《清史稿·文苑》有傳。

## 成就
好金玉，张之洞說他“才气无双，一时惊为异人”。於嘉慶甲子年（1804年）在家鄉武威養病。一遊甘肅武威清應寺，發現一塊刻滿西夏文的石碑，即重修感應塔碑，张澍说：“此碑自余发之，乃始见于天壤，金石家又增一种奇书矣。”著有《五涼舊聞》、《三古人苑》、《續黔書》、《秦音》、《蜀典》、《诸葛忠武侯文集》。其《姓氏尋源》中「懷山之水，必有其源；參天之木，必有其根；人之有祖，亦猶是焉」一句，最為膾炙人口。